# Medienethik-Award

Logo des Medienethik-Award

META (für Medienethik-Award) ist ein Medienpreis, der seit 2003 jährlich von Studierenden der Hochschule der Medien in Stuttgart als Qualitätssiegel für herausragende Beiträge in den Medien verliehen wird.
Die Auszeichnung erhalten Journalisten, Redaktionen und andere Medienschaffende. Ziel ist es, Positivbeispiele eines ethischen und wertebewussten Journalismus hervorzuheben und so auf ethische Fragestellungen in der Medienwirtschaft aufmerksam zu machen. Ausgezeichnet werden Beiträge mit hohem Reflexionspotenzial, in denen unterschiedliche Interessen und Argumente ausdifferenziert und die ethische und gesellschaftliche Relevanz eines Themas hervorgehoben werden.

## Die Auszeichnung
Der Preis ist stets einem Thema gewidmet, dem nach Auffassung der Jury besondere Aufmerksamkeit zuteilwerden soll. Zum ersten Mal wurde der Preis im November 2003 im Rahmen des III. HdM-Symposiums zur Medienethik verliehen.
Der Medienethik-Award versteht sich als Qualitätssiegel für eine wertorientierte Berichterstattung und möchte die Aufmerksamkeit auf ethische Fragestellungen lenken. Langfristiges Ziel des Projekts ist es dabei auch, die Studierenden als zukünftige Medienschaffende für ethische Fragestellungen in der Medienproduktion zu sensibilisieren.

## Die Jury
Der Medienethik-Award wird von einer studentischen Jury vorwiegend des Studiengangs Medienwirtschaft verliehen, die unter Anleitung ihrer Professorin Petra Grimm und der wissenschaftlichen Mitarbeiterin Karla Neef journalistische Beiträge differenziert auswertet.

## Media-Charta
Die Media-Charta (Eigenschreibweise MediaCharta) bildet die methodische Grundlage zur Beurteilung der unterschiedlichen Arten von Beiträgen. Hierbei handelt es sich um einen Kriterienkatalog, der von Studierenden unter Anleitung von Petra Grimm und Wilfried Mödinger eigens dafür erstellt wurde.
Die in der Charta formulierten Fragen zielen auf die Qualitätsmerkmale einer gesellschaftlich verantwortungsvollen Berichterstattung zur Sicherung der freien Meinungsbildung und legen somit die Maßstäbe für die Vergabe des Preises fest. Die Kriterien werden hierbei in die Bereiche Intersubjektivität und Perspektivierung, Transparenz und Trennung, subjektive Wahrhaftigkeit, Vollständigkeit, Neutralität sowie Werte und Normen unterteilt.

## Preisträger
Bisherige Preisträger des Medienethik-Award:
- 2024/25 – Kinder und Jugendliche in der digitalisierten Welt
  - Dirk Asendorpf: Wie Nachrichten entstehen und mehr Menschen erreichen, vom 25. März 2024, DAS WISSEN, SWR Kultur.
  - Sebastian Tyzak und Martin Dietrich: Roblox – Kinderspiel für Cybergroomer? ausgestrahlt am 5. Februar 2025, Die Spur, ZDF.
- 2023/24 – Mensch – Maschine: Roboter im öffentlichen Raum
  - Carina Schroeder: Dürfen wir Maschinen verletzen?, ausgestrahlt am 15. Juni 2023, Deutschlandfunk Kultur.
  - Daniel Andrew Wunderer: Flash Wars — KI im Krieg vom 14. März 2024, rbb.
- 2022/23 – Digitalisierung im Gesundheitswesen
  - Marc Bädorf: Psychotherapie online – Was bringt die Hilfe per App?, ausgestrahlt am 1. Juni 2022, SWR2 Wissen, SWR2.
  - Diana Deutschle: Wenn der Arzt nicht kommt – Kann Telemedizin helfen? vom 15. März 2023 in der Sendung ARTE RE, Arte.
- 2021 – Digitalisierung und Nachhaltigkeit
  - Ulrich Land und Jörg Marksteiner: Retouren-Glück – Gekauft. Zurück! in der Sendereihe Dok 5 – Das Feature (WDR 5), ausgestrahlt am 10. Januar 2021.
  - Erik Hane: Mythos Elektroauto – Revolution oder Reinfall?, ausgestrahlt am 21. September 2021 in der Sendung planet e. (ZDF).

- 2020 – Datenschutz und Überwachung
  - Juli Rutsch: Können Apps die Pandemie eindämmen? vom 24. April 2020, aus der Podcastreihe Netzwelt, hr-Info.
  - Jochen Taßler und Niklas Schenk: Überwachung per Gesichtserkennung: Ende der Privatsphäre? Ausgestrahlt am 30. Januar 2020, Monitor, Das Erste.

- 2019 – Künstliche Intelligenz
  - Andrian Kreye: Moralische Maschinen, erschienen in der Süddeutschen Zeitung am 25. April 2019.
  - Daniela Remus: Künstliche Intelligenz in der Ethik – KI, Dein Dilemma? Ausgestrahlt am 17. Oktober 2019 auf Bayern 2.

- 2018 – Digitalisierung und Demokratie
  - Ranga Yogeshwar: Ground Facebook!, erschienen in der Frankfurter Allgemeinen Zeitung am 26. März 2018.
  - Matthias Martin Becker: Die Wildwest-Zeiten in den Sozialen Medien beenden. Ausgestrahlt am 8. Oktober 2018 auf Deutschlandfunk Kultur.

- 2016/17 – Mensch, Maschine, virtuelle Realität
  - Joachim Müller-Jung: Ein moralischer Elchtest. Erschienen in der Frankfurter Allgemeinen Zeitung am 18. Oktober 2016.
  - Jennifer Rieger: Von Robo-Ehen und elektrischen Liebhabern. Ausgestrahlt am 6. April 2017 auf Deutschlandfunk Kultur.

- 2015/16 – Arbeiten 4.0
  - Thomas Thiel: Acht Stunden sind kein Tag. Erschienen in der Frankfurter Allgemeinen Zeitung am 14. Oktober 2015.
  - Redaktion hr2-kultur – Der Tag: Algorithmen, Roboter, hybride Teams – Arbeitswelt 4.0. Ausgestrahlt am 16. März 2016 in der Sendung Der Tag auf hr2-kultur.

- 2014/15 – Meta-Narrative des Internets
  - Kai Strittmacher: Ausgeträumt. Erschienen in der Süddeutschen Zeitung am 25./26. Oktober 2014.
  - Thomas Kretschmann: We've got a phile on you – Privatheit im digitalen Zeitalter. Ausgestrahlt am 3. Februar 2015 in der Sendung Nachtstudio auf BR2.

- 2013/14 – Digitalisierung der Gesellschaft
  - Stephan Weichert: Zwischen Aufschrei und Candystorm – wie das Netz die Debattenkultur verändert. Erschienen im Debattenforum Vocer am 19. September 2013.
  - Martin Kotynek und Robert Levine: Das Recht auf Vergessen. Erschienen im Dossier der Wochenzeitung „Die Zeit“ am 2. Oktober 2013.
  - Edith Lange und Carola Wittrock: Das Internet der Dinge – Die Macht der künstlichen Intelligenz. Erschienen im Kulturmagazin ttt – titel, thesen, temperamente, ausgestrahlt am 30. März 2014 im Ersten.

- 2012 – Ökonomisierung der Wertesysteme
  - Georg Blume: Der mörderische Makel Frau. Erschienen in der Wochenzeitung „Die Zeit“ am 15. März 2012.
  - Jürgen Wiebicke: Freiheit und Zwang der Leistungsgesellschaft. Ausgestrahlt am 9. März 2012 in der Sendung Das philosophische Radio in WDR5.
  - Uwe Jochum: Der Geist im Großbetrieb. Aus der Kulturzeitschrift Lettre International vom Herbst 2012.

- 2011 – Sex Roles Reloaded? – Gender & Ethics
  - Andrea Jeska: Hier schlägt das Herz der Finsternis, erschienen in der Wochenzeitung „Der Freitag“ am 3. Februar 2011.
  - Markus Dettmer, Ricarda Landgrebe und Janko Tietz: Jenseits der Quote, erschienen im Spiegel vom 28. März 2011.
  - Gita Datta: Die männliche Meinungsmacht in den Medien, ausgestrahlt am 9. Februar 2011 in der Sendung Zapp im NDR Fernsehen.

- 2010 – Zwischen Konfrontation, Kommerz und Korrektiv – Was Medien über Medien berichten
  - Stefan Ulrich: Das Mädchen Jessica. Erschienen in der Süddeutschen Zeitung am 16. April 2010.
  - Tobias Eberwein: Raus aus der Selbstbeobachtungsfalle. Erschienen in dem Onlinemagazin für Medienjournalismus Neue Gegenwart, Ausgabe 56.

- 2009 – Wertevermittlung in Jugendmedien
  - Verena Bartels, Louisa Frintert, Cindy Kunath, Katja Schmieder, Björn Urbansky, Anja Neufert und Robert Kaak: Frei gesprochen – Fünf Gespräche über die DDR – 20 Jahre nach der Friedlichen Revolution 1989. Erschienen in einer Spezialausgabe des Spiessers, veröffentlicht in der Ausgabe März/April 2009.
  - Franziska Schönenberger: Don't waste your life. Erschienen am 18. März 2009 auf Jetzt.de.
  - Redaktion On3-südwild und Nancy Kulutácz: Sterbehilfe. In der Sendung On3-südwild des Bayerischen Rundfunks vom 19. März 2009.

- 2008 – Wertevermittlung in der politischen Berichterstattung
  - Jörg Ulrich Hahn: Die Doppelmoral der politischen Spiele. Erschienen in der Frankfurter Allgemeinen Zeitung am 28. März 2008.
  - Frank Wittmann: Sinn und Unsinn der Entwicklungshilfe. Erschienen in der Gazette, Nr. 15/Herbst 2007.
  - Inga Klees und Eva Simon: Medizin-Rationierung. Ausgestrahlt in der Sendung Fakt am 31. März 2008 im Ersten.
- Annette Langer: Machtkampf: Georgiens Opposition hungert für mehr Demokratie. Erschienen auf Spiegel Online am 25. März 2008.[4]

- 2007 – Crossmediale Konzepte von Kinder- und Jugendmedien
  - Joachim Lang und Sandra Dujmovic für den Tigerenten Club.
  - Martin Verg und Jens Rehländer für Geolino.
  - Hanne Türk und Norbert Landa für Philipp die Maus.

- 2006 – Zukunft der Gesellschaft und nachhaltige Entwicklung
  - Klaus-Dieter Linsmeier und W. Wayt Gibbs: Gute Luft als Ware. Erschienen in der Serie Die Welt im Jahr 2050. Ausgabe 12/2005 des Spektrums der Wissenschaft.
  - Herman E. Daly: Wirtschaft in einer begrenzten Welt. Erschienen in der Serie Die Welt im Jahr 2050. Ausgabe 12/2005 des Spektrums der Wissenschaft.

- 2005 – Bildung und Medien
  - Corinna Fischer: Wer schreibt Geschichte? Erschienen in der Hannoverschen Allgemeinen Zeitung auf der Jugendseite ZiSH am 29. April 2005.
  - Carolin Leins: Nichts ist normal in Dominiks Welt – Die Geschichte einer Schule, die gar keine ist. Erschienen in der Stuttgarter Zeitung am 6. April 2005.

- 2004 – Wirtschaft und Ethik
  - Michael Prellberg und Anton Notz: Auf die Pfoten. Erschienen in der Financial Times Deutschland am 25. März 2004.
  - Thomas Fischermann und Kolja Rudzio: Die Arbeit wandert aus. Erschienen in der „Zeit“ am 4. März 2004.
  - Wirtschaftsmagazin brand eins: Sonderpreis für das Gesamtkonzept.

- 2003 – Kriegsberichterstattung im Irakkrieg
  - Matthias Rüb: Eingebettet vom Pentagon. Erschienen in der Frankfurter Allgemeinen Zeitung am 20. März 2003.
  - Peter Münch, Wolfgang Koydl und Heiko Flottau: Feuer frei für die Bataillone der Bilder. Erschienen in der Süddeutschen Zeitung am 24. März 2003.

## Landeslehrpreis Baden-Württemberg
Am 1. Dezember 2011 erhielt der Medienethik-Award den Landeslehrpreis Baden-Württemberg von Kultusministerin Theresia Bauer.